# Medina (Minas Gerais)
Medina – miasto i gmina w Brazylii, w stanie Minas Gerais.